# Ngaliema Insi
 (novembre 2017).
Si vous disposez d'ouvrages ou d'articles de référence ou si vous connaissez des sites web de qualité traitant du thème abordé ici, merci de compléter l'article en donnant les références utiles à sa vérifiabilité et en les liant à la section « Notes et références ».
Pour les articles homonymes, voir Ngaliema (homonymie).
Ngaliema, aussi appelé Mukoko, qui signifie « prince » est un chef de terre et l'un des nombreux frères du roi Makoko. Le Makoko de Mbé est le roi des Tékés, le chef du royaume Tio. Il porte le titre de Onko ou Ma-Onko (déformé en makoko) et il est le chef de Mbé, ainsi que de tous les Tékés. Son nom lui donne le pouvoir sur un territoire situé principalement au centre de ce qui est actuellement la république du Congo, une partie du Gabon et une partie de la république démocratique du Congo, avant l’époque coloniale.
Selon une certaine croyance, le Pool Malebo contenait des esprits maléfiques et le Makoko (le roi) ne pouvait s'approcher des eaux du fleuve Congo. Aussi prit-il soin de nommer des proches, frères et cousins, comme chefs de terre à travers l'ensemble de son royaume.
Ngaliema a été nommé chef de la région connue aujourd'hui comme Kinshasa. Ces chefs tribaux étaient des représentants du roi, et ont été traités comme tels. Ils rapportaient au roi les nouvelles d'un royaume qu'il ne pouvait pas voir de ses propres yeux.
En 1877, au village téké de Kintambo, Ngaliema rencontre Stanley qui descend le fleuve Congo. Celui-ci se fait promettre la possibilité de revenir s'installer sur le site. Francis Pocock fait un « pacte de sang », signant ainsi le traité.
Le 1er décembre 1881, envoyé par Léopold II de Belgique, Stanley arriva sur le site, qui est aujourd’hui le mont Ngaliema, où il fondera plus tard le poste de Léopoldville (aujourd'hui Kintambo) sur les rives de la baie qui porte aujourd'hui son nom. Le 24 décembre 1881, ce dernier signe le « traité de l'amitié » avec Ngaliema, se voyant octroyé un droit d’établissement, comme droit de propriété. Connu pour son insoumission à l’égard du Makoko de Mbé Illoy Ier, roi des Tékés des deux rives du fleuve Congo, Ngaliema et Stanley passèrent outre le traité signé entre Pierre Savorgnan de Brazza et Illoy Ier, traité signé pour le compte de la France. Stanley et Ngaliema signèrent ce traité en mélangeant leur sang prélevé sur leurs avant-bras.
Stanley dut passer un autre accord avec le Makoko des Tékés quelques années plus tard.
Selon Mbumba Ngimbi, auteur du livre Kinshasa 1881-1981 – 100 ans après Stanley, problèmes et avenir d’une ville, Ngaliema serait un sobriquet signifiant « celui qui a plusieurs femmes » et son vrai nom était peut-être « Insi ».
Les descendants du Ngaliema Mukoko vivent encore à ce jour.
Ceux qui ont droit au trône de Ngaliema portent à ce jour le nom de Ngaliema « Mukoko ». Ce nom reste la marque de leur lignée royale.